# Amata miozona
Amata miozona là một loài bướm đêm thuộc phân họ Arctiinae, họ Erebidae.